# Nowy Węgrzynów
Nowy Węgrzynów – wieś w Polsce położona w województwie świętokrzyskim, w powiecie jędrzejowskim, w gminie Słupia.